# Sigmund Strauß

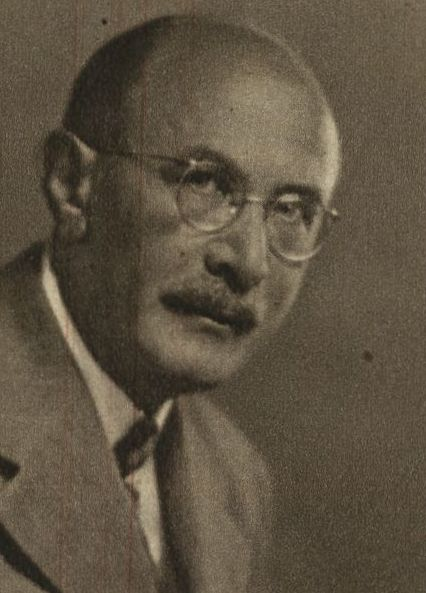
Sigmund Strauß, um 1938

Siegmund Strauß (geboren 4. Januar 1875 in Znaim, Österreich-Ungarn; gestorben 29. März 1942 in New York) war ein österreichischer Physiker, Ingenieur und Erfinder.

## Leben
Siegmund Strauß war langjähriger Mitarbeiter Robert von Liebens. Im Ersten Weltkrieg war er österreichischer Rittmeister und Leiter der Fliegerfunk-Versuchsabteilung. 1925 gründete er ein privates Forschungslabor in Wien. Nach dem Anschluss Österreichs 1938 musste er wegen seiner jüdischen Herkunft emigrieren und floh zuerst nach London und ging 1940 in die USA.
Strauß gilt als der Wegbereiter der Radiotechnik. Zu seinen Erfindungen gehören unter anderem ein Widerstandsverstärker und ein Röntgendosiszähler. Er entdeckte 1912 das Rückkopplungsprinzip.